# Samuel Goldwyn Estate
Samuel Goldwyn Estate (усадьба Сэмюэля Голдвина) по адресу 1200 Laurel Lane в Беверли-Хиллз, Калифорния, — это дом, построенный в 1934 году по проекту Дугласа Хоннольда и Джорджа Вернона Рассела для кинопродюсера Сэмюэля Голдвина и его жены Фрэнсис Ховард. Дом был местом отдыха многих голливудских звезд той эпохи, включая Кларка Гейбла, Кэтрин Хепберн, Марлен Дитрих и Чарли Чаплина. Дом принадлежал семье Голдвин до 2015 года, когда он был приобретен и впоследствии отреставрирован американской певицей Тейлор Свифт. В 2017 году дом получил статус Национального исторического памятника США. В нём также находится студия звукозаписи Свифт, Kitty Committee Studio, которая открыта в апреле 2020 года.

## Дизайн
Дом был спроектирован Дугласом Хоннольдом и Джорджем Верноном Расселом в стиле георгианского возрождения. Это был первый заказ Хоннольда и Рассела. Впоследствии они спроектировали дом Долорес дель Рио для актрисы Долорес дель Рио и её мужа Седрика Гиббонса в Пасифик Палисейдс. Двухэтажный дом площадью 11 000 кв. футов (1 000 м2) построен из кирпича и покрыт лепниной. Большое фойе ведет в общественные помещения первого этажа. В столовой был стол, за которым могли разместиться двадцать гостей.
Главная гостиная была украшена «тяжелыми зелёными драпировками» и вела в небольшую карточную комнату. В доме четыре спальни на первом этаже и главная спальня-люкс на втором. Гостевая спальня расположена над гаражом. Обшитая панелями библиотека также использовалась как просмотровый зал, внешние двери которого вели в большой внутренний дворик. На территории дома расположены террасы и бассейн с прилегающей к нему кабаной, сарай для инструментов и теннисный корт.
Биограф Голдвина А. Скотт Берг описывает дом как «сверкающий белый дом с чёрной отделкой, два крыла которого образуют приветливый тупой угол». Говард получил от Голдвина свободу действий в отношении дизайна и планировки дома, с единственным условием, чтобы дом был белым. Биограф Голдвина, Кэрол Истон, считает, что дизайн дома с его строгой формальностью и сдержанным консерватизмом отражал понимание Говардом стремления Голдвина к статусу и респектабельности, к которым он стремился с момента своего прибытия в США в качестве неграмотного иммигранта.

## История
Поместье является одним из трёх участков на Laurel Lane в Беверли-Хиллз. Берг описывает Laurel Lane как «холм у Coldwater Canyon». Первый участок был занят кинорежиссёром Уэсли Рагглзом, а второй оставался незанятым в течение нескольких десятилетий. Актриса Фрэнсис Ховард, жена Голдвина, заметила свободный третий участок площадью 2,5 акра (1,0 га) и убедила мужа приобрести его. Среди причин, побудивших Голдвинов к переезду, были желательность и социальная престижность адреса в Беверли-Хиллз и отсутствие проекторной комнаты в их доме в Западном Голливуде.
Дом был построен за два года Ричардом Дэем и Александром Голлитценом, а интерьеры возводились рабочими киностудии Metro-Goldwyn-Mayer. Строительство было завершено в ноябре 1934 года. Голдвин часто использовал дом в качестве залога для финансирования производства своих фильмов.
Голдвин ежедневно проходил три мили от дома до работы в Голливуде по Laurel Lane и бульвару Сансет до границы Беверли-Хиллз и Западного Голливуда, а его шофёр следовал за ним. Затем его везли через Голливуд на студию, а в конце дня путь проделывался в обратном направлении. Голдвин утверждал, что ежедневная прогулка вверх и вниз по холму поддерживала его в хорошей физической форме, восклицая своим коллегам: «Вы просто чувствуете, как кислород поступает в ваш организм!».
Говарды стали известны своими светскими приемами в доме, часто устраивая большие вечеринки в честь других известных супругов, таких как Ирвинг Берлин и Эллин Маккей, или Аверелл и Мари Нортон Гарриман. Посещение званых обедов Говардов для двенадцати гостей было описано Джорджем Кьюкором как «самый трудный билет в городе», а Кэтрин Хепберн заметила, что «Вы всегда знали, где находится ваша карьера, по вашему положению за столом Голдвина». Берг отмечает способность Голдвинов привлекать в дом знаменитых личностей: в канун Нового года 1935 года они устроили ужин для Коула Портера, Элси де Вульф и Гэри Купера с женой. Затем последовал «ужин с шампанским, поданным в полночь», на котором присутствовали Гарольд Арлен, Джек Бенни, Шарль Буайе, Фрэнк Капра, Марлен Дитрих, Кларк Гейбл, Говард Хоукс, Джеймс Хилтон, Сидни Ховард, Мирна Лой, Джинджер Роджерс, Дэвид О. Селзник, Уолтер Вангер, Джон Хей Уитни, Лоретта Янг и еще пятьдесят гостей. Люсиль Болл съела свой первый артишок на званом ужине в этом доме и была в недоумении, как его есть, пока Харпо Маркс не показал ей. Элеонора Рузвельт, супруга Президента, — посетила небольшой званый ужин в доме перед премьерой Грозового перевала с Нормой Ширер и Мерл Оберон.
Говард сделал в доме крокетную площадку ко дню рождения Голдвина в 1956 году, и он стал увлеченным игроком, часто приглашая Майка Романоффа и других на игры в доме. В марте 1971 года в этом доме Голдвин был награжден Президентской медалью свободы президентом Ричардом Никсоном. Когда Никсон наклонился, чтобы надеть медаль на шею Голдвина, Голдвин потянул Никсона за лацкан и сказал ему: «Вам придется сделать что-то получше, если вы хотите провести Калифорнию», имея в виду предстоящие президентские выборы.
Голдвин умер в усадьбе в 1974 году в возрасте 94 лет. Сын Голдвина, Сэмюэл Голдвин-младший, переехал в дом в 1976 году и жил там до своей смерти в 2015 году.
Дом выставлялся на продажу в разные периоды с 2008 года; он был выставлен на продажу за 39 миллионов долларов в 2015 году после смерти Сэмюэля Голдвина-младшего в январе того же года. В сентябре 2015 года дом был продан за 25 миллионов долларов популярной певице Тейлор Свифт. С момента покупки дома Свифт работала над его восстановлением в первоначальном состоянии под руководством архитектора Моник Шенк. Работы, проведённые Свифт, включают в себя реставрацию окон, восстановление колонн у кабины бассейна и сохранение листвы глицинии, которая частично украшает фасад дома.
Свифт добивалась признания его местной достопримечательностью со стороны Комиссии по культурному наследию Беверли-Хиллз и городского совета Беверли-Хиллз.
Ноа Фьюри, заместитель председателя Комиссии по культурному наследию Беверли-Хиллз, сказал на заседании, что дом является «одним из величайших поместий в этом городе» и что он «очень важен для истории города». Фьюри сказал, что они «в восторге» от того, что нынешний владелец «сохранит этот дом и потратит деньги на его восстановление, потому что это немаловажное дело». Студийный альбом Свифт 2020 года Folklore был частично записан в студи и звукозаписи, построенной в этой усадьбе и названной Kitty Committee Studios, как результат пандемии COVID-19. В ту же неделю, когда Folklore получил премию «Грэмми» за альбом года, Свифт вернулась в свою домашнюю студию, чтобы записать вокал для композиций группы Big Red Machine «Renegade» и «Birch» из их альбома 2021 года How Long Do You Think It's Gonna Last?.